# Proterosuchus
 Proterosuchus  (früher auch  Chasmatosaurus) ist eine ausgestorbene Gattung diapsider Reptilien aus der frühen Untertrias. Fossilien wurden in Südafrika und China gefunden.
Proterosuchus ist einer der ältesten Vertreter, einer früher als „Thecodontier“ zusammengefassten Gruppe von Archosauromorphen. Er ähnelt in seinem Habitus einem heutigen Krokodil, so dass eine ähnliche Lebensweise vermutet wird.

## Beschreibung
Proterosuchus wurde etwa zwei Meter lang und hatte kräftige Gliedmaßen, welche fast waagerecht aus dem Rumpf traten, was einen breiten, echsenartigen Gang (Spreizgang) zur Folge hatte. An jedem Bein befanden sich 4 Finger, an denen sich Krallen befanden.
Die spitzen, maulwärts gekrümmten Zähne saßen in flachen Zahntaschen. Als primitives Merkmal besaß Proterosuchus Gaumenzähne, welche sich bei späteren „Thecodontiern“ nicht mehr finden.